# Wilgentandvlinder
De wilgentandvlinder (Notodonta tritophus) is een vlinder uit de familie van de tandvlinders, de Notodontidae. 

## Beschrijving
De voorvleugellengte bedraagt tussen de 22 en 27 millimeter. De grondkleur van de voorvleugels is zwartgrijs. Over de vleugel lopen twee geelbruine banden, een door het midden en een langs de buitenste vleugelrand. De achtervleugels zijn wit met een zwart puntje aan de binnenrandhoek. 

## Levenscyclus
De wilgentandvlinder gebruikt populier (met name ratelpopulier), en in mindere mate wilg en berk, als waardplanten. De rups is te vinden van juni tot september. De soort overwintert als pop.

## Voorkomen
De soort komt verspreid over Europa voor.

### In Nederland en België
De wilgentandvlinder is in Nederland en België een niet zo gewone soort. De vlinder kent twee generaties, die vliegen van april tot en met augustus.